# Ogród zoologiczny w Dreźnie
Ogród zoologiczny w Dreźnie – ogród zoologiczny o powierzchni 13 ha założony w maju 1861 roku w Dreźnie. 
Zoo posiada 1500 przedstawicieli z 250 gatunków zwierząt. 
Ogród należy do Europejskiego (EAZA) i Światowego Stowarzyszenia Ogrodów Zoologicznych i Akwariów (WAZA).